# Championnat d'Australie de football 1981
Navigation
Saison précédente Saison suivante
La saison 1981 du Championnat d'Australie de football est la cinquième édition du championnat de première division en Australie. 
La NSL (National Soccer League) regroupe seize clubs du pays au sein d'une poule unique, où ils s'affrontent deux fois au cours de la saison, à domicile et à l'extérieur. En fin de saison, le dernier du classement est relégué et remplacé par la meilleure équipe de Premier Division, la deuxième division australienne.
C'est le club de Sydney City Soccer Club, tenant du titre, qui remporte à nouveau la compétition après avoir terminé en tête du classement final, avec quatre points d'avance sur South Melbourne FC et huit sur un duo composé de Brisbane City FC et d'APIA Leichhardt Tigers FC. C'est le troisième titre de champion d'Australie de l'histoire du club.

## Les clubs participants
| - Sydney City Soccer Club - Marconi Fairfield - Heidelberg United - Adelaide City FC - APIA Leichhardt Tigers FC - Sydney Olympic FC - Promu de Premier Division - West Adelaide SC - Wollongong City FC - Promu de Premier Division | - Footscray JUST - Brisbane Lions SC - Brisbane City FC - South Melbourne FC - Blacktown City FC - Canberra City FC - Newcastle KB United - Preston Lions SC - Promu de Premier Division |

## Compétition

### Classement
Le barème utilisé pour établir le classement est le suivant :
- Victoire : 2 points
- Match nul : 1 point
- Défaite : 0 point

| Rang | Équipe                    | Pts | J  | G  | N  | P  | Bp | Bc | Diff |
| ---- | ------------------------- | --- | -- | -- | -- | -- | -- | -- | ---- |
| 1    | Sydney City Soccer ClubT  | 43  | 30 | 19 | 5  | 6  | 59 | 30 | +29  |
| 2    | South Melbourne FC        | 39  | 30 | 13 | 13 | 4  | 41 | 27 | +14  |
| 3    | Brisbane City FC          | 35  | 30 | 12 | 11 | 7  | 37 | 25 | +12  |
| 4    | APIA Leichhardt Tigers FC | 35  | 30 | 12 | 11 | 7  | 39 | 33 | +6   |
| 5    | Canberra City FC          | 33  | 30 | 13 | 7  | 10 | 41 | 32 | +9   |
| 6    | Brisbane Lions SCC        | 33  | 30 | 11 | 11 | 8  | 41 | 33 | +8   |
| 7    | Adelaide City FC          | 32  | 30 | 13 | 6  | 11 | 46 | 42 | +4   |
| 8    | Heidelberg United         | 31  | 30 | 12 | 7  | 11 | 48 | 40 | +8   |
| 9    | Sydney Olympic FCP        | 31  | 30 | 11 | 9  | 10 | 46 | 46 | 0    |
| 10   | Newcastle KB United       | 30  | 30 | 11 | 8  | 11 | 41 | 41 | 0    |
| 11   | Wollongong City FCP       | 28  | 30 | 8  | 12 | 10 | 35 | 39 | -4   |
| 12   | Preston Lions SCP         | 25  | 30 | 9  | 7  | 14 | 39 | 41 | -2   |
| 13   | Footscray JUST            | 25  | 30 | 9  | 7  | 14 | 32 | 48 | -16  |
| 14   | Marconi Fairfield         | 25  | 30 | 9  | 7  | 14 | 23 | 45 | -22  |
| 15   | Blacktown City FC         | 21  | 30 | 6  | 9  | 15 | 32 | 47 | -15  |
| 16   | West Adelaide SC          | 14  | 30 | 5  | 4  | 21 | 26 | 57 | -31  |

|  | Champion d'Australie 1981                                                                          |
|  | Relégation directe en Premier Division                                                             |
|  | T: Tenant du titre C: Vainqueur de la Coupe d'Australie P: Club débutant en National Soccer League |

- Pour une raison indéterminée, c'est Blacktown City FC et non West Adelaide SC qui est relégué en Premier Division.

## Bilan de la saison
| Championnat d'Australie de football 1981                             |                                    |
| Champion                                                             | Sydney City Soccer Club (3e titre) |
| Coupes et trophées                                                   |                                    |
| Vainqueur de la Coupe d'Australie 1981                               | Brisbane Lions SC                  |
| Promotions et relégations                                            |                                    |
| Promus en Championnat d'Australie de football                        | Saint-George Saints FC             |
| Relégués en Championnat d'Australie de football de deuxième division | Blacktown City FC                  |